# Kwadrat magiczny (matematyka)

Przykład kwadratu magicznego o sumie 15

Kwadrat magiczny – kwadratowa tablica (macierz), w której komórki wpisano liczby w ten sposób, że ich suma w każdym wierszu, w każdej kolumnie i w każdej przekątnej jest taka sama (tzw. suma magiczna). Czasem dodatkowo wymaga się, by elementy kwadratu magicznego nie powtarzały się i były dodatnimi liczbami naturalnymi. Kwadrat, w którym suma liczb w każdym wierszu i każdej kolumnie jest taka sama, ale sumy liczb w przekątnych są różne, nazywa się półmagicznym.
Kwadraty magiczne nie mają żadnego zastosowania naukowego, ich układanie jest rodzajem rozrywki matematycznej. Kwadratów magicznych jest nieskończenie wiele.
Najpopularniejsze są kwadraty zbudowane z kolejnych wyrazów ciągu arytmetycznego: 1, 2, ... n². Suma magiczna takiego kwadratu wynosi {\displaystyle S={\tfrac {n(n^{2}+1)}{2}}.}

## Sposób zrobienia kwadratu 3x3
| a-b   | a+b-c | a+c   |
| a+b+c | a     | a-b-c |
| a-c   | a-b+c | a+b   |

W tabeli pokazano, jak zrobić kwadrat magiczny 3x3. Wystarczy wybrać jakiekolwiek liczby naturalne dodatnie dla a, b i c, takie, że b/c<>1/2,1,2 oraz a>b+c. Na przykład jeśli a=5, b=3, natomiast c=1, otrzymamy kwadrat jak na rysunku powyżej.

## Kwadrat magiczny 5x5
| 23 | 6  | 19 | 2  | 15 |
| 4  | 12 | 25 | 8  | 16 |
| 10 | 18 | 1  | 14 | 22 |
| 11 | 24 | 7  | 20 | 3  |
| 17 | 5  | 13 | 21 | 9  |

Na pokazanym kwadracie wpisano liczby od 1 do 25 i ten kwadrat ma następujące własności:
- każdy rząd daje w sumie 65
- każda kolumna daje w sumie 65
- każda przekątna daje w sumie 65
- każdy 5-liczbowy plus „+” daje w sumie 65
- każdy 5-liczbowy krzyżyk „x” daje w sumie 65
- duży plus „+” (cztery środkowe liczby na bokach i liczba środkowa kwadratu) daje w sumie 65
- duży krzyżyk „x” (cztery liczby na rogach i liczba środkowa kwadratu) daje w sumie 65
- gdyby np. przesunąć lewą kolumnę do prawego boku, powstałoby więcej krzyżyków i plusów oraz nowe przekątne, które także dałyby w sumie 65.

## Jak zrobić kwadrat 5x5?
Najprostszą metodą na zrobienie takiego kwadratu jest wpisanie najmniejszej z liczb na środku. W przypadku sumy liczb równej 0 jest to -12. Następnie należy wpisać liczbę o 1 większą w pole znajdujące się o 2 w górę i 1 w prawo (tak jak skoczek porusza się w szachach). W przypadku gdy jest to pole poza kwadratem należy: liczyć od dołu (jeśli za wysoko) lub od lewej (jeśli za bardzo na prawo). UWAGA: przy wpisaniu piątej liczby zamiast poruszyć się „metodą skoczka” powinno się ruszyć o 1 pole w dół! Należy kontynuować zgodnie z „metodą skoczka” do wpisania dziesiątej liczby (znowu ruch w dół) itd.
W przypadku sumy liczb równej 5 najmniejszą liczbą jest -11 i dalej powinno się poruszać zgodnie z instrukcjami opisanymi powyżej. W przypadku sumy równej 10 najmniejszą liczbą jest -10 i dalej powinno się poruszać zgodnie z instrukcjami opisanymi powyżej itd.
Pozostaje jednak pytanie: co zrobić jeśli suma ma być niepodzielna przez 5? Odpowiedź jest prosta. Należy znaleźć największą liczbę podzielną przez 5 mniejszą od danej liczby i wykonać polecenia do tej liczby. Dalej powinno się odjąć od wybranej liczby liczbę, do której wykonywało się polecenia. Następnie trzeba znaleźć pięć największych liczb i powiększyć je o otrzymaną różnicę.

## Własności
Niektóre własności kwadratów magicznych (n, jak wyżej, oznacza liczbę kolumn i wierszy kwadratu):
- Jeśli do każdej liczby w kwadracie dodamy tę samą wartość k, to kwadrat pozostanie magicznym, a jego suma magiczna wzrośnie o n·k.
- Jeśli każdą liczbę w kwadracie pomnożymy przez tę samą wartość k, to kwadrat pozostanie magicznym, a jego suma wzrośnie k-krotnie.
- Jeśli weźmiemy dwa kwadraty magiczne o tym samym rozmiarze i sumach magicznych S1 i S2, i dodamy liczby na odpowiadających sobie pozycjach, to otrzymany w wyniku tego dodawania nowy kwadrat, który też może być magiczny (nie ma jednak gwarancji, że w tym nowym kwadracie wszystkie liczby będą różne), a jego suma magiczna wyniesie S1+S2.

Dla kwadratów trzeciego stopnia (n=3) prawdziwe są też następujące własności:
Sumę magiczną kwadratu można szybko wyznaczyć, bez potrzeby sumowania liczb w kolumnach, wierszach bądź przekątnych, za pomocą wzoru {\displaystyle S={\tfrac {3(X+Y)}{2}},} gdzie:
- X – pierwsza liczba kwadratu magicznego (w lewym górnym rogu),
- Y – ostatnia liczba kwadratu (w prawym dolnym rogu).

Wzór ten można zastosować nie tylko do liczb znajdujących się na tych rogach, a do dowolnych dwóch liczb ułożonych symetrycznie względem środka kwadratu.
Dodatkowo liczba znajdująca się na środkowym polu kwadratu jest równa 1/3 sumy magicznej.
Kwadraty magiczne znali już starożytni Chińczycy i Hindusi, wierzyli w ich magiczną moc i dlatego umieszczali je na amuletach i talizmanach. Chiński kwadrat magiczny, luoshu, miał zostać wynaleziony około 2800 p.n.e. przez Fuxi i dał podwaliny sztuce feng shui. Chińscy architekci radzili stosować magiczny kwadrat podczas projektowania domów, pałaców i miast. Najbardziej znaną budowlą, gdzie podczas projektowania ściśle zastosowano zasadę idealnego kwadratu jest Cesarski Pałac w Pekinie.

## Przykłady

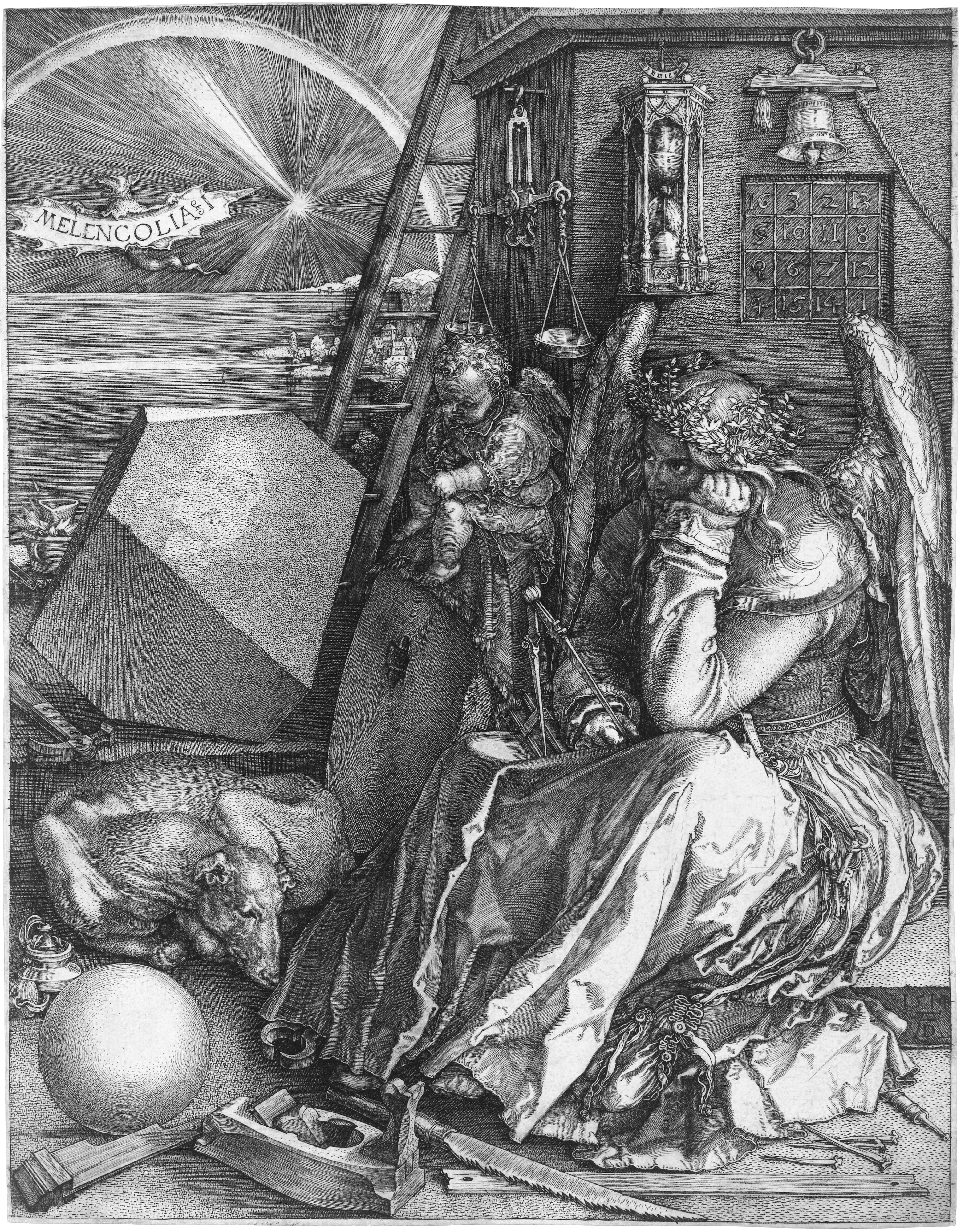
Miedzioryt Melancholia

Najsłynniejszym kwadratem magicznym jest prawdopodobnie ten, który umieścił Albrecht Dürer na swoim miedziorycie Melancholia I. Zapewne nieprzypadkowo w dwóch wewnętrznych kratkach ostatniego wiersza tego kwadratu stoją obok siebie liczby 15 i 14, składające się na datę powstania grafiki – rok 1514.
|                                                                                           | \| {\displaystyle {\begin{bmatrix}16&3&2&13\\5&10&11&8\\9&6&7&12\\4&15&14&1\\\end{bmatrix}}} \| \| Kwadrat z Melancholii Dürera nad skrzydłem anioła \| \| n = 4, S = 34 (16+1=17; 10+7=17; 13+4=17; 6+11=17; 15+2=17; 14+3=17; 12+5=17; 8+9=17) \| |
| {\displaystyle {\begin{bmatrix}16&3&2&13\\5&10&11&8\\9&6&7&12\\4&15&14&1\\\end{bmatrix}}} | |
| Kwadrat z Melancholii Dürera nad skrzydłem anioła                                         | |
| n = 4, S = 34 (16+1=17; 10+7=17; 13+4=17; 6+11=17; 15+2=17; 14+3=17; 12+5=17; 8+9=17)     | |

Inne przykłady:
| {\displaystyle {\begin{bmatrix}8&1&6\\3&5&7\\4&9&2\\\end{bmatrix}}} | {\displaystyle {\begin{bmatrix}1&35&34&4\\32&6&7&29\\8&30&31&5\\33&3&2&36\\\end{bmatrix}}} | {\displaystyle {\begin{bmatrix}37&48&59&70&81&2&13&24&35\\36&38&49&60&71&73&3&14&25\\26&28&39&50&61&72&74&4&15\\16&27&29&40&51&62&64&75&5\\6&17&19&30&41&52&63&65&76\\77&7&18&20&31&42&53&55&66\\67&78&8&10&21&32&43&54&56\\57&68&79&9&11&22&33&44&46\\47&58&69&80&1&12&23&34&45\end{bmatrix}}} |
| n = 3, S = 15                                                       | n = 4, S = 74                                                                              | n = 9, S = 369 |